# Station Osaka

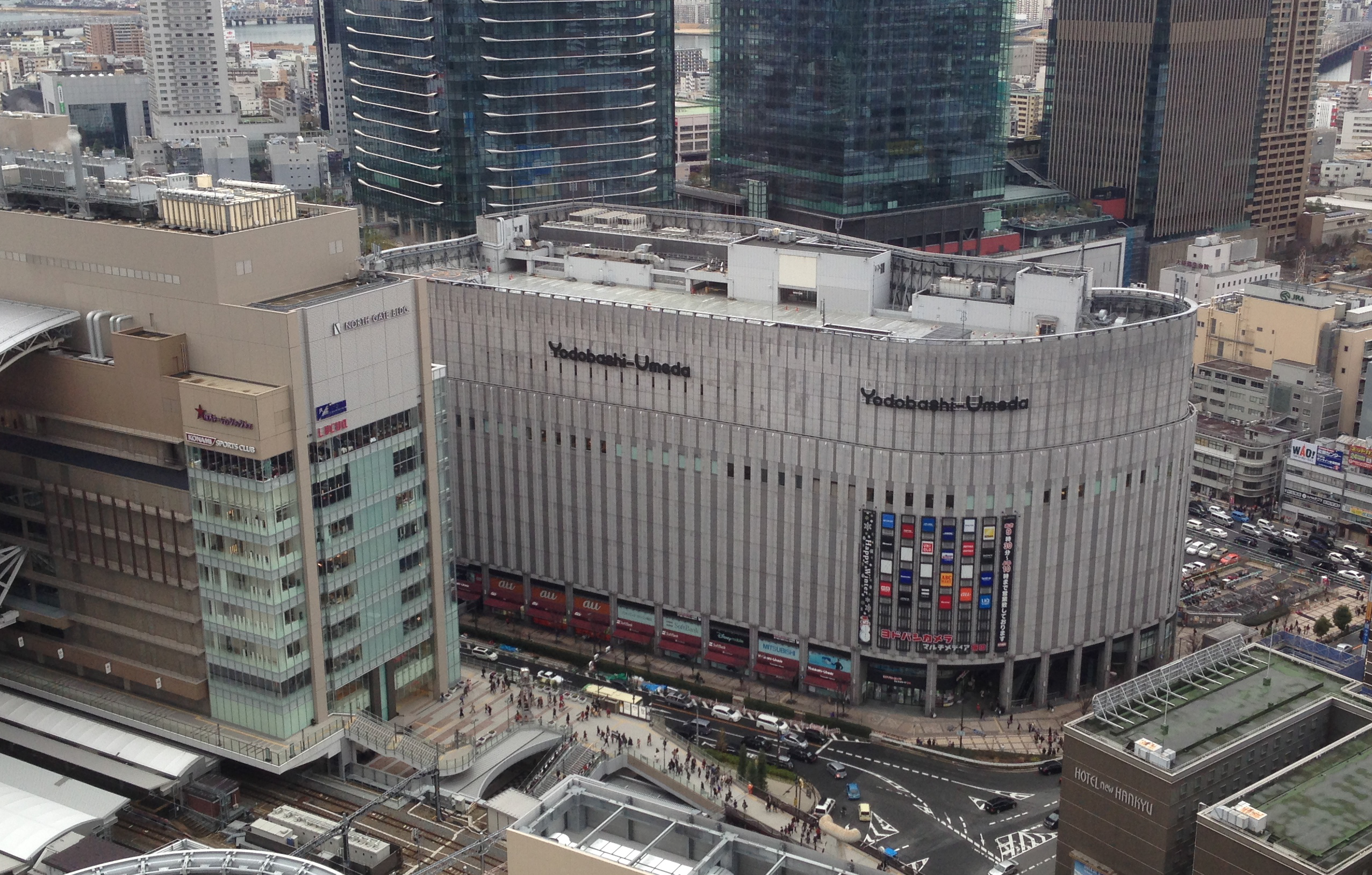
Osaka Grand Front in aanbouw (2013)

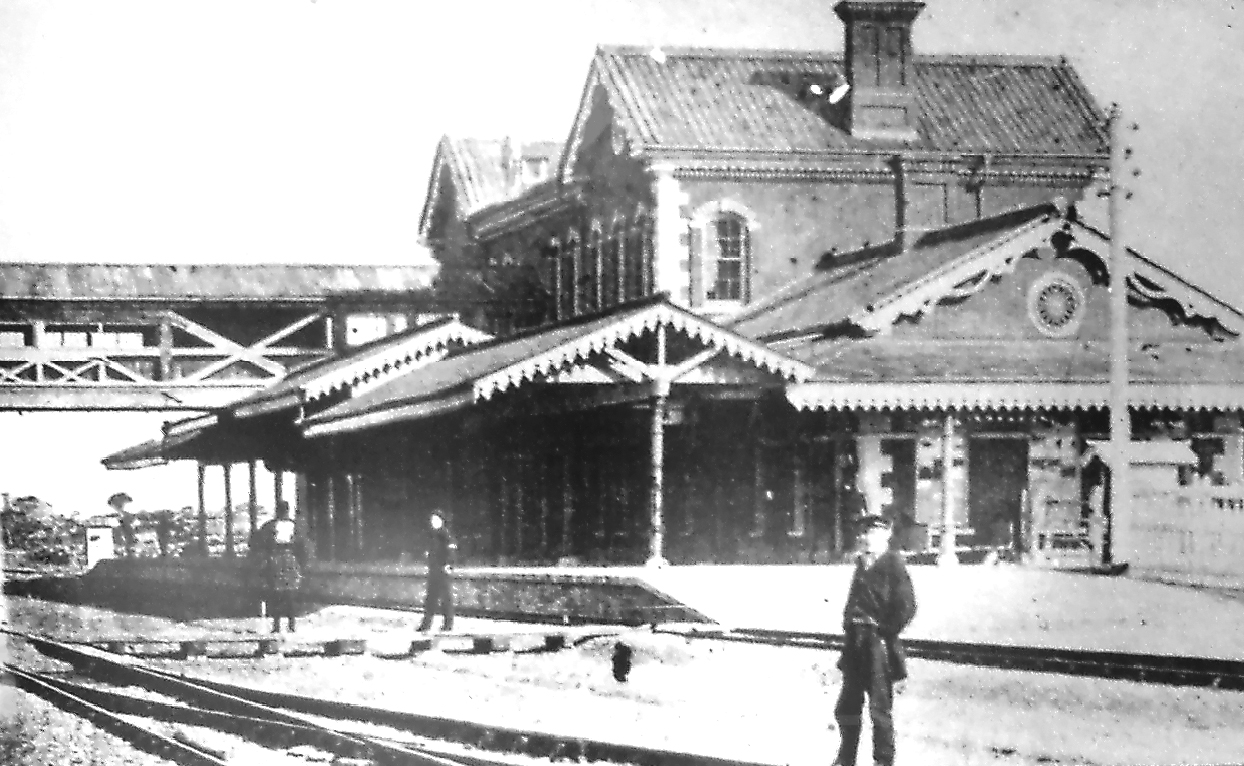
Het eerste station uit 1874

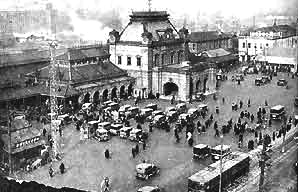
Het tweede station uit 1901

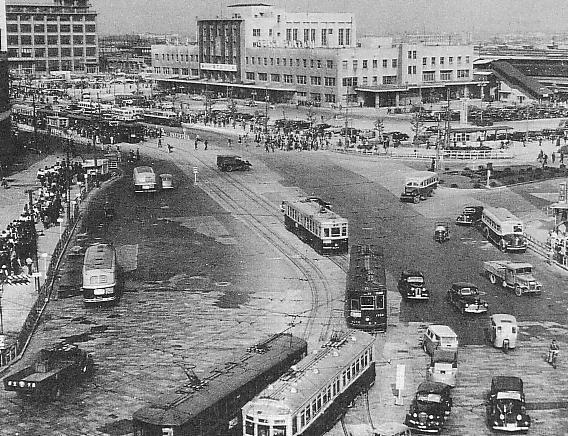
Het derde station uit 1950 (oorspronkelijk uit 1940, maar opgebouwd na een bombardement)

Het Station Ōsaka  (大阪駅, Ōsaka-eki) is een spoorwegstation dat uitgebaat wordt door de West Japan Railway Company (JR West). Het bevindt zich in het district Umeda in de wijk Kita-ku van de stad Osaka, Japan. Het is het belangrijkste spoorwegknooppunt in het noorden van de stad.
Hoewel officieel enkel de JR Kobe/Kioto-lijnen (Tōkaidō-lijn) en de Osaka-ringlijn in het station vertrekken is Ōsaka officieus ook het startpunt van de JR Takarazuka-lijn. Verder dient het station als vertrekstation voor treinen die via de JR Takarazuka-lijn naar de regio Sanin rijden en voor treinen die via de JR Kioto-lijn naar de regio Hokuriku rijden. In het station zijn er via de Osaka-ringlijn ook verbindingen met treinen die richting Nara, Wakayama en de Luchthaven Kansai gaan.
De stations Umeda (voor de treinen van Hankyū, Hanshin en de Midosuji-lijn), Nishi-Umeda (Yotsubashi-lijn) en Higashi-Umeda (Tanimachi-lijn) zijn rechtstreeks verbonden met het station van Ōsaka. Het station Kita-Shinchi van de JR Tozai-lijn ligt op wandelafstand.
Station Osaka wordt iedere dag door gemiddeld 2,32 miljoen reizigers gebruikt. (2002)
In het station van Osaka vindt men tevens een grote goederenterminal.

## Lijnen
| 1    | ■ Osaka-ringlijn                                                               | richting Nishikujō, Bentenchō, Shin-Imamiya en Tennōji (tegen de wijzers in) ■ Sakurajima-lijn (JR Yumesaki-lijn) richting Universal City ■ Yamatoji-lijn richting Ōji en Nara ■ Hanwa-lijn richting Luchthaven Kansai en Wakayama                                                        |
| 2    | ■ Osaka-ringlijn                                                               | richting Kyōbashi, Tsuruhashi en Tennōji (met de wijzers mee) |
| 3,4  | ■ JR Takarazuka-lijn ■ JR Kobe-lijn ■ Super Hakuto ■ Hamakaze ■ Kounotori      | richting Takarazuka, Sanda en Fukuchiyama intercity's richting Sannomiya, Nishi-Akashi en Himeji (Ōsaka - Tottori - Kurayoshi) via de Chizu-lijn (Ōsaka - Kasumi - Hamasaka - Tottori) via de Bantan-lijn (Shin-Ōsaka - Fukuchiyama - Toyooka - Kinosaki Onsen) via de JR Takarazuka-lijn |
| 5,6  | ■ JR Kobe-lijn ■ JR Takarazuka-lijn                                            | stoptreinen en sneltreinen richting Sannomiya, Nishi-Akashi en Himeji doorgaande lijnen van de JR Kioto-lijn richting Takarazuka, Sanda en Fukuchiyama |
| 7,8  | ■ JR Kioto-lijn                                                                | richting Shin-Ōsaka, Takatsuki en Kioto |
| 9,10 | ■ JR Kioto-lijn ■ Sunrise Izumo/Sunrise Seto ■ Shinano ■ Hida ■ Biwako Express | tijdens spitsuren richting Shin-Ōsaka, Takatsuki en Kioto vanuit Takamatsu/Izumoshi richting Tokio via de Tōkaidō-lijn (Ōsaka - Nagoya - Nagano) eenmaal per dag richting Nagoya, Gifu en Takayama via de Takayama-lijn (Ōsaka - Maibara)                                                 |
| 11   | ■ Hokuriku-lijn ■ Thunderbird ■ Nihonkai ■ Twilight Express                    | richting Fukui, Kanazawa en Toyama via de JR Kioto-lijn en de Biwako-lijn (Ōsaka - Kanazawa - Toyama - Uozu - Wakura Onsen) (Ōsaka - Aomori) (Ōsaka - Sapporo) |

## Geschiedenis
Het eerste station werd in 1874 geopend. Al snel nam het station een centrale plek in het openbaar vervoer in, waardoor ook andere spoorwegmaatschappijen hun stations in de nabijheid van dit station vestigden. Deze stations werden vernoemd naar Umeda, de naam van het gebied, wat nu nog de norm is. In 1901 en 1940 werden er nieuwe stations gebouwd, waarbij het laatste station in 1945 door een bombardement volledig verwoest werd. In 1950 werd het station weer opgebouwd en vanaf de jaren 70 werd het stationsgebied, alsook het station zelf verder ontwikkeld: zo kwamen er flatgebouwen aan zowel de noord- als zuidzijde. De laatste verbouwing dateert uit de periode 2007 - 2011 en het gebied rondom het station is anno 2013 nog volop in ontwikkeling: zo werd in april 2013 ten noorden van het station het Ōsaka Grand Front opgeleverd en zijn er plannen om de goederenoverslag ondergronds te brengen.

### De verbouwing van het station tussen 2007 en 2011

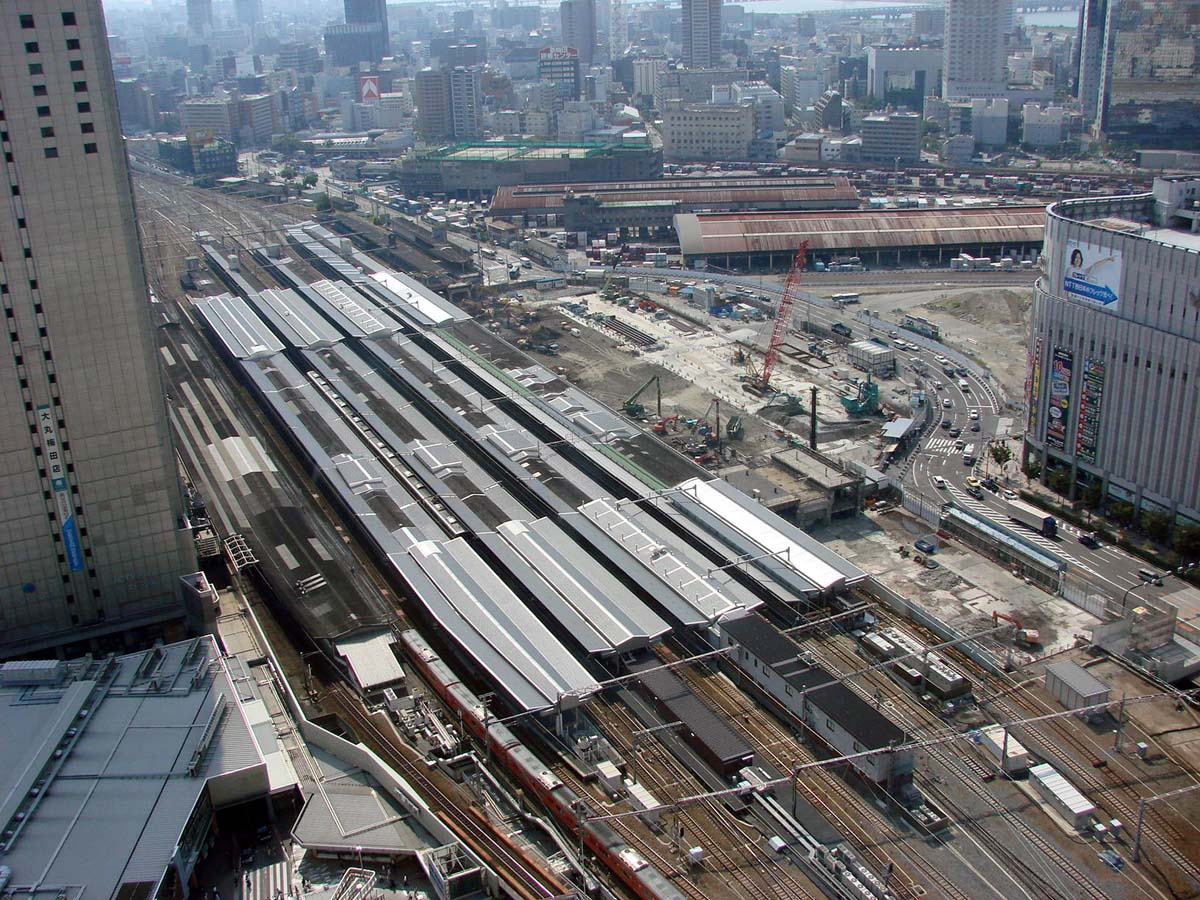
augustus 2007
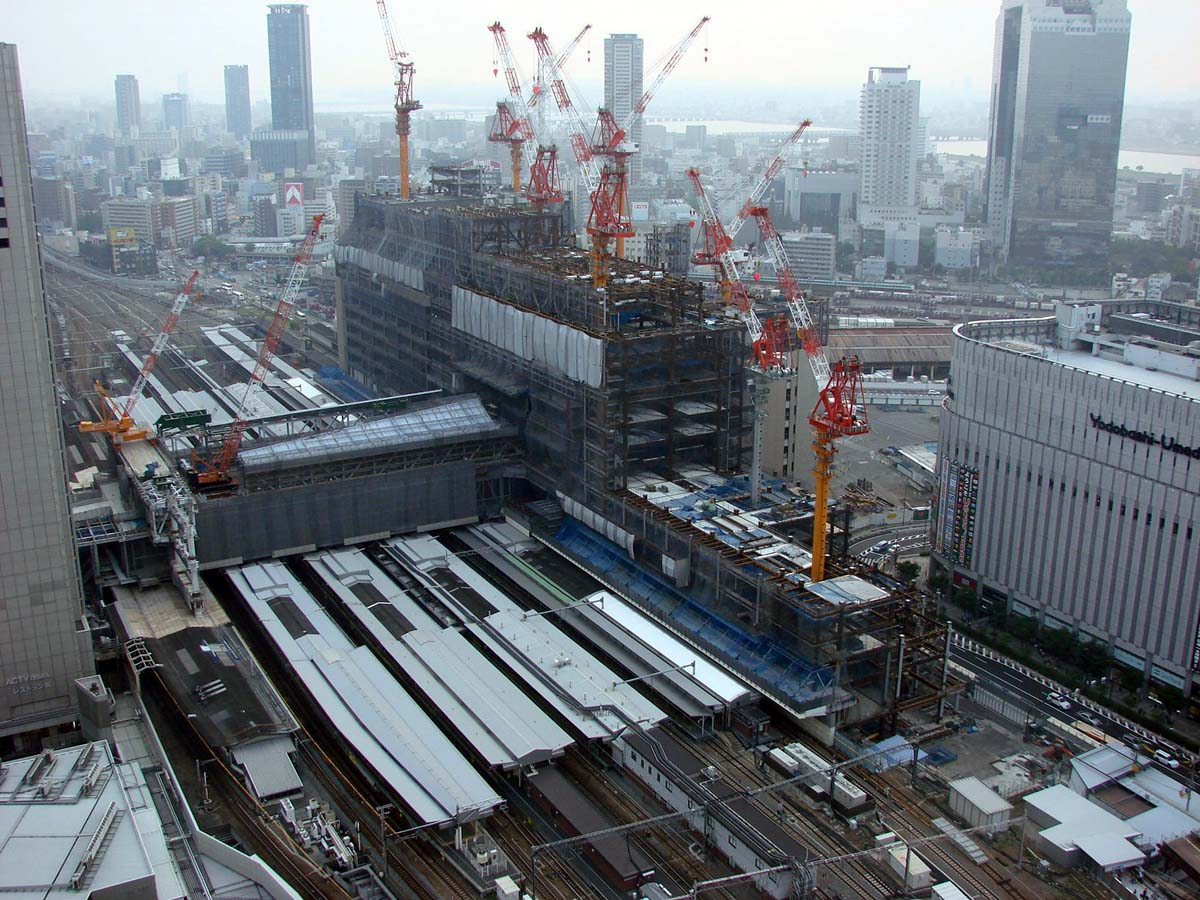
augustus 2009
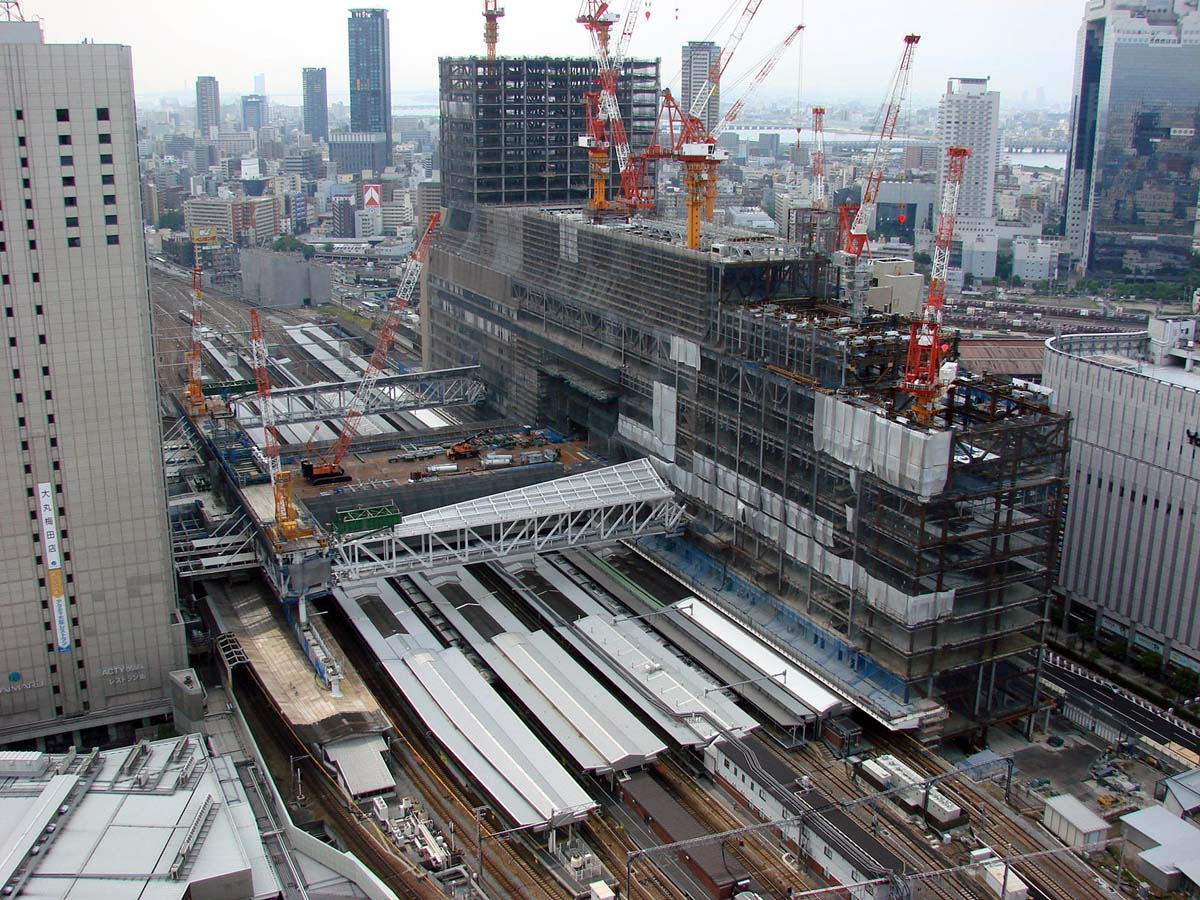
september 2009
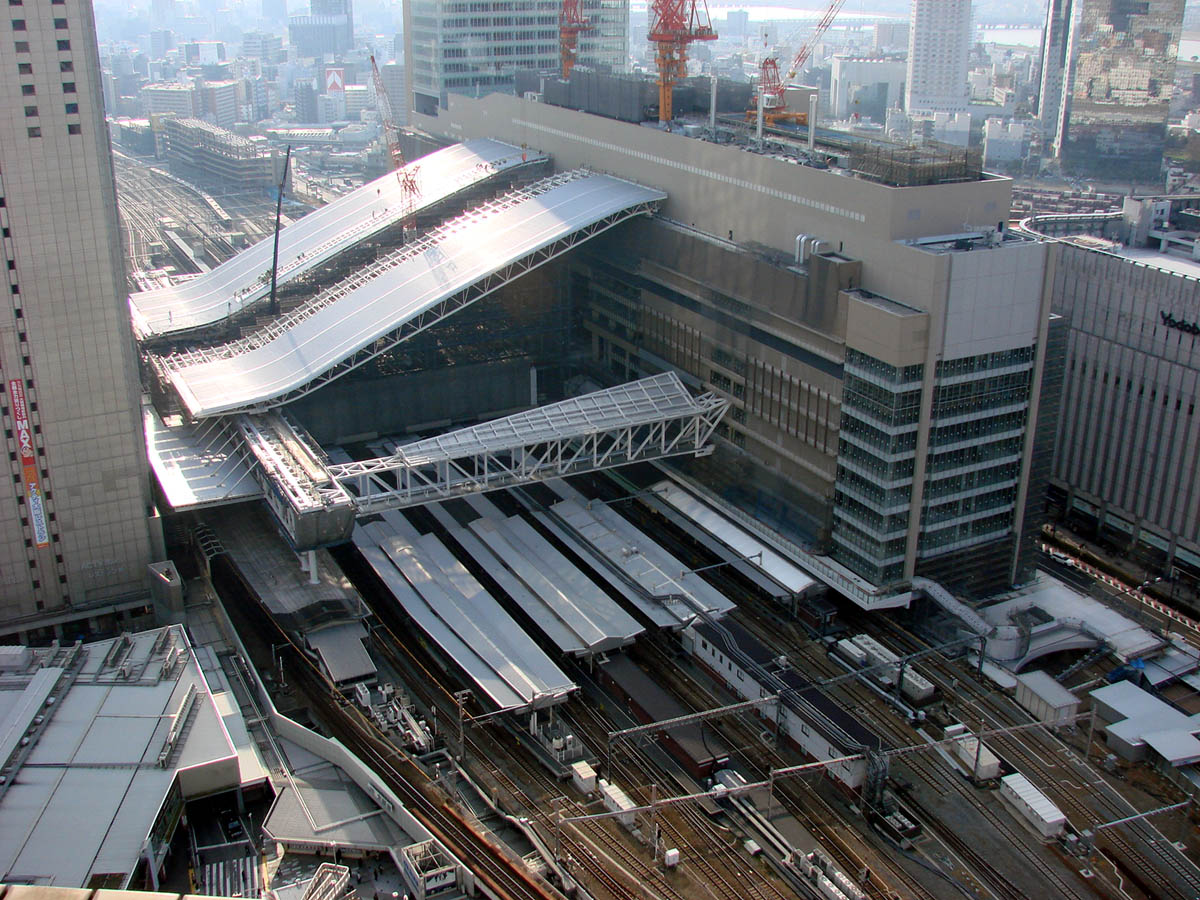
maart 2010
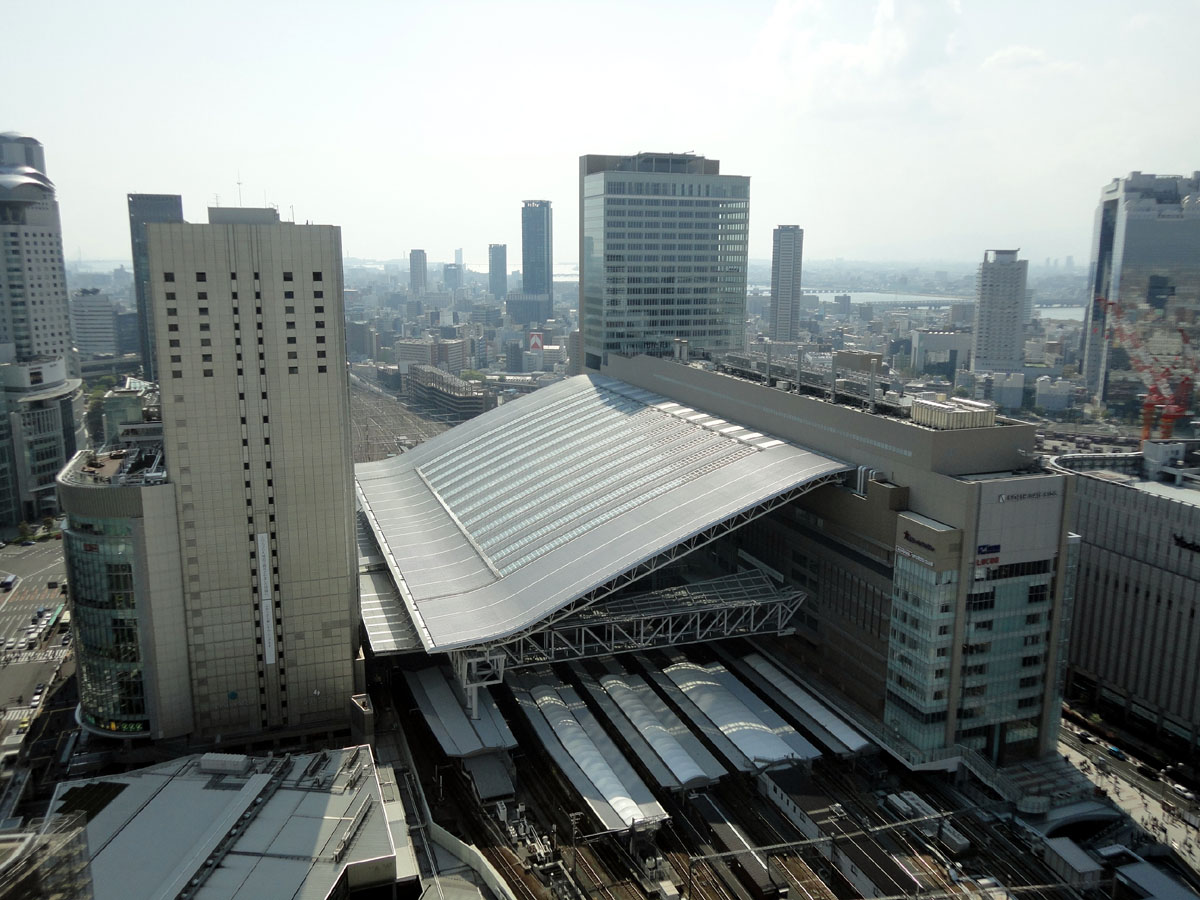
april 2011

## Overig openbaar vervoer
Nabij het station bevindt zich een groot busstation. Er vertrekken bussen van zowel het lokale netwerk als van Hankyū en Kintetsu. Ook vertrekken er langeafstandsvussen naar vrijwel alle delen van Japan en de luchthaven Kansai.

## Stationsomgeving
De buurt rondom het station staat bekend als Umeda (梅田) en wordt gezien als het noordelijke deel van het centrum van Osaka en heeft als bijnaam dan ook Kita, wat noord betekent. Het gebied wordt gekenmerkt door wolkenkrabbers, grote warenhuizen en winkelcentra, kantoren, restaurants, nachtclubs, hotels en alles wat van een centrum van een miljoenenstad verwacht kan worden. Een verschil met Namba, de zuidelijke tegenhanger van Umeda, is dat het wat minder op jongeren is gericht en dat er meer kantoren en wolkenkrabbers staan. 

Daar het station deel uitmaakt van een uitgebreid netwerk van wandelgangen, passages en winkelcentra, is er ook in deze gangen een groot winkel- en restaurantaanbod.
- Osaka Grand Front (stadsvernieuwingsproject)
- Osaka Station City
  - North Gate-gebouw
    - FamilyMart
    - Hoofdkantoor van Takiron
    - Hoofdkantoor van Itochu
    - Lucua (winkelcentrum)

  - Ōsaka Terminal-gebouw
    - Hotel Granvia Osaka
    - Daimaru (warenhuis)
    - Uniqlo
    - Pokémon Center Ōsaka
- Hankyu-warenhuis
- Hanshin-warenhuis
- Wins|Wins Umeda (wedkantoor)
- HEP Five (winkelcentrum en amusementsgebouw)
- HEP Navio
- The Ritz-Carlton Osaka
- Hilton Osaka
- Shin-Hankyu Hotel
- Osaka Garden City
- Shin-Umeda City
- Hankyu Sanbangai
- Yodobashi Camera Umeda (elektronicawinkel)

## Aangrenzende stations
| Tōkaidō-lijn (Special Rapid Service en Rapid Service)                          | Shin-Osaka | Osaka     | Amagasaki |
| Tōkaidō-lijn (stoptrein)                                                       | Shin-Osaka | Osaka     | Tsukamoto |
| JR Takarazuka-lijn (Fukuchiyama-lijn) (Rapid Service en Tambaji Rapid Service) | Osaka      | Amagasaki |           |
| JR Takarazuka-lijn (Fukuchiyama-lijn) (stoptrein)                              | Osaka      | Amagasaki |           |
| JR Takarazuka-lijn (Fukuchiyama-lijn) (stoptrein)                              | Shin-Osaka | Osaka     | Tsukamoto |
| Osaka-ringlijn (Kansai Airport Rapid Service en Kishuji Rapid Service)         | Kyobashi   | Osaka     | Nishikujo |
| Osaka-ringlijn (Yamatoji Rapid Service)                                        | Temma      | Osaka     | Nishikujo |
| Osaka-ringlijn (Regional Rapid Service en stoptrein)                           | Temma      | Osaka     | Fukushima |